# Autoroute A1 (Autriche)
Pour les articles homonymes, voir Autoroute A1 et Autoroute de l'Ouest.
L'autoroute autrichienne A1 (en allemand : West Autobahn, « Autoroute de l'Ouest » et en abrégé A1) est un axe autoroutier qui relie Vienne à Salzbourg via Linz faisant partie de la route européenne 60. Sa longueur est de 292 km. C'est la plus ancienne des autoroutes d'Autriche. 

## Historique

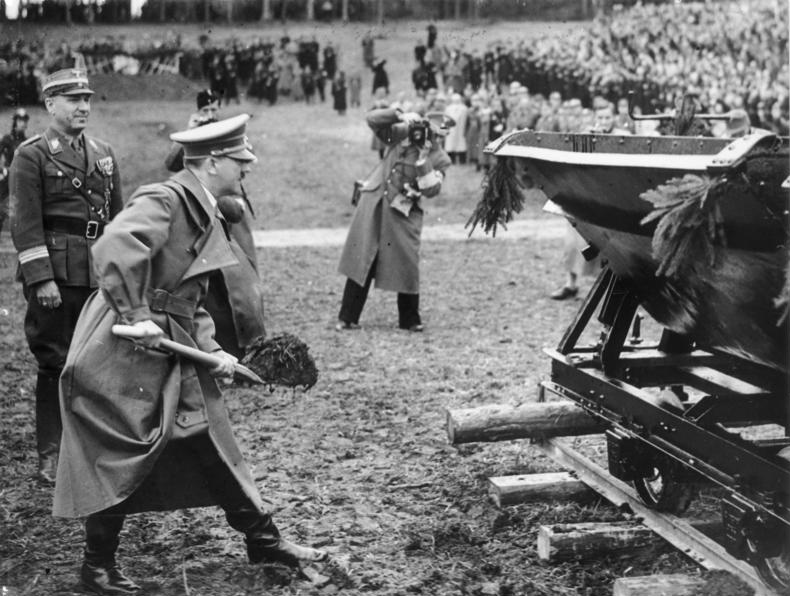
Hitler donne
le premier coup de pioche.

Le 7 avril 1938, quelques semaines après l’Anschluss de l'Autriche par l'Allemagne nazie, on a posé la première pierre de l'autoroute près de Salzbourg en présence d'Adolf Hitler. Un an auparavant, des ingénieurs allemands  avaient déjà pris le temps d'explorer secrètement le terrain. L'achèvement d'un premier tronçon de 12,5 kilomètres date de 1942, avant que la Seconde Guerre mondiale mit fin aux travaux. 
Après la guerre, le chantier autoroutier reprit dans les années 1950 et le tracé définitif fut terminé le 12 mai 1967. Depuis d'autres travaux d'amélioration se poursuivent comme la mise en deux fois trois voies de l'autoroute.

## Description
Longue de 292 kilomètres, l'autoroute A1 se connecte, au-delà de la frontière germano-autrichienne, à l'autoroute allemande BAB 8.
Après Vienne, l'autoroute passe entre la région de la Basse-Autriche et de la Haute-Autriche.
Elle dessert Sankt Pölten en Basse-Autriche, puis franchit la rivière Traisen. 
L'autoroute entre  en Haute-Autriche à la hauteur de la ville de Lambach. 
Arrivée à Linz, elle croise l'A7. 
Elle atteint ensuite Vöcklabruck. 
Elle franchit la rivière Traun et poursuit sa route vers Mondsee, dans les Préalpes autrichiennes.
Elle atteint ensuite Salzbourg, qu'elle contourne pour poursuivre son itinéraire vers l'Allemagne via la desserte de l'aéroport Wolfgang-Amadeus-Mozart de Salzbourg. 